# Aeroportul Sary-Arka
Aeroportul Sary-Arka (în kazahă Сарыарқа Әуежайы) (IATA: KGF, ICAO: UAKK) este un aeroport din Qaraǵandy, Qaraǵandy, Kazahstan ce deservește zona Qaraǵandy. Aeroportul a fost tranzitat în 2018 de 271.411 pasageri. A fost deschis în 1934.
Situat la o altitudine de 225 m, aeroportul dispune de 1 pistă.

## Infrastructură

### Piste
Aeroportul dispune de o singură pistă. Pista 05/23 are suprafața de Beton armat și dimensiunile 3.602 m × 60 m. 